# Valerino di Sutri
Valerino, noto anche come Valeriano, (fl. IX secolo) è stato vescovo di Sutri, storicamente documentato nell'826.

## Biografia
Non si hanno notizie sulla vita e l'operato del vescovo Valerino. È noto solo per la sua partecipazione al concilio indetto a Roma da papa Eugenio II e celebrato nella basilica di San Pietro il 14 e il 15 novembre 826.
Il concilio approvò 38 decreti  di riforma, che toccavano diversi ambiti dell'azione della Chiesa, in particolare, l'elezione e i diritti/doveri dei vescovi: devono essere persone degne, esemplari e istruite; è condannata la simonia o l'occupazione con la forza di una sede vescovile; devono preoccuparsi che i loro subalterni siano istruiti e che i luoghi di culto siano dotati dei servizi necessari. Altri canoni riguardano la disciplina dei monasteri, il riposo domenicale, il comportamento dei laici in chiesa e la morale matrimoniale. Merita attenzione il canone 34 che, sulla scia di quanto già stavano facendo i sovrani carolingi, stabilisce la fondazione di scuole nelle chiese cattedrali e nelle chiese rurali. Il canone 21 avalla una prassi oramai consolidata, e che avrà larga diffusione nei secoli successivi, il giuspatronato laicale: un laico resta proprietario del monastero o della chiesa che ha fondato a proprie spese, con il diritto di proporre all'autorità ecclesiastica il nome del chierico che deve officiare nella sua chiesa.
Il nome di Valerino episcopo Sutriense si trova al 18º posto tra i 62 vescovi menzionati all'inizio degli atti della sessione del 15 novembre, tra Perteo (Pietro?) di Siena e Stefano di Rimini.
Gli editori delle Monumenta Germaniae Historica optano per il nome Valerinus, poiché la variante Valerianus è documentata da un solo manoscritto. Nella tradizione storica ed erudita tuttavia si è imposto il nome di Valeriano, invece di quello di Valerino.